# Isabella Tomasiová
Isabella Tomasi, řeholním jménem Maria Crocifissa od Neposkvrněného početí (29. května 1645, Agrigento - 16. října 1690, Palma di Montechiaro) byla italská katolická řeholnice, sestra kardinála Giuseppe Maria Tomasiho. V současné době u ní probíhá proces svatořečení a náleží jí titul Ctihodná.

## Život
Isabella Tomasi byla vychována ve šlechtické rodině silně ovlivněné náboženskou vírou. 7. října 1660 se stala benediktinkou v Palma di Montechiaro. Při slibech přijala jméno sestra Maria Crocifissa della Concezione. Není jisté, zda vstoupila do kláštera právě z vůle své rodiny, ale je to velmi pravděpodobné. Věnovala se rozjímání a slynula skutky křesťanské lásky. Její dobrá pověst se donesla biskupu Ignaziovi D'Amico, který za ní poslal tři jezuity, aby mu zvěsti ověřili. Kněží se prý vrátili ohromeni její svatostí. Sestra Maria uvedla, že roku 1672 se jí zjevila Panna Marie Bolestná a oznámila jí: "Kříž bude tvou věčnou klauzurou." Poté bývala často nemocná, občas křičela a omdlévala u oltáře, nebo varovala ostatní, že ďábel chce aby sloužila jemu a ne Bohu. Podle výpovědí spolusester snášela těžkosti s nadějí. Současní odborníci se domnívají, že trpěla bipolární afektivní poruchou nebo schizofrenií. Zemřela předčasně 16. října 1690. V roce 1701 byl zahájen proces blahořečení.

## Ďáblův dopis
Podle legendy využil ďábel Marii Crocifissu k napsání zašifrované zprávy. Událost je v historických pramenech popsána tak, že se řeholnice ráno probudila s rukou špinavou od inkoustu a vedle ní se nacházel jakýsi popsaný list. Nikdo nebyl s to písmo rozluštit, a tak zůstal po 300 let vystaven v klášteře. Vědci se v průběhu staletí domnívali, že je dopis psán jazykem, který si sestra Maria sama vymyslela za využití již existujících jazyků, které dobře ovládala. Až roku 2017 se podařilo výzkumnému týmu z Catanie text rozluštit za využití dekódovací software z deep webu.

## Proces svatořečení
Proces svatořečení byl zahájen 10. srpna 1717 v arcidiecézi Agrigento. Dne 15. srpna 1797 byly uznány její hrdinské ctnosti a byla prohlášena Ctihodnou.